# Благотворительные деньги
Благотворительные деньги (нем. Almosengeld) — общее название денег, которые выпускали официальные власти или церковные общины для подаяния неимущим.
Первые благотворительные пфенниги выпустили во время правления Пипина Короткого (714—768). В Англии они появились при Альфреде Великом (871—899). В немецких землях в различных городах благотворительные деньги выпускали вплоть до XIX столетия. Обычно они представляли собой монеты различных номиналов с указанием либо предназначения (к примеру «FÜR DIE ARMEN» — для бедных и т. п.), либо дарителя
Особая традиция выпуска благотворительных денег сложилась в Великобритании, которая сохранилась и на сегодняшний день. Ежегодно, начиная с 1667 года, во время специальной церемонии на Страстной неделе монарх вручает каждому получателю два маленьких кожаных кошелька. Один из них содержит обычные монеты, другой — специально отчеканенные для события 1, 2, 3 и 4 пенса, получившие название денег Монди (англ. Maundy money).
К выпускаемым в Новейшее время благотворительным деньгам можно отнести татарстанские жетоны и продуктовые талоны США.